# Útkina Datxa

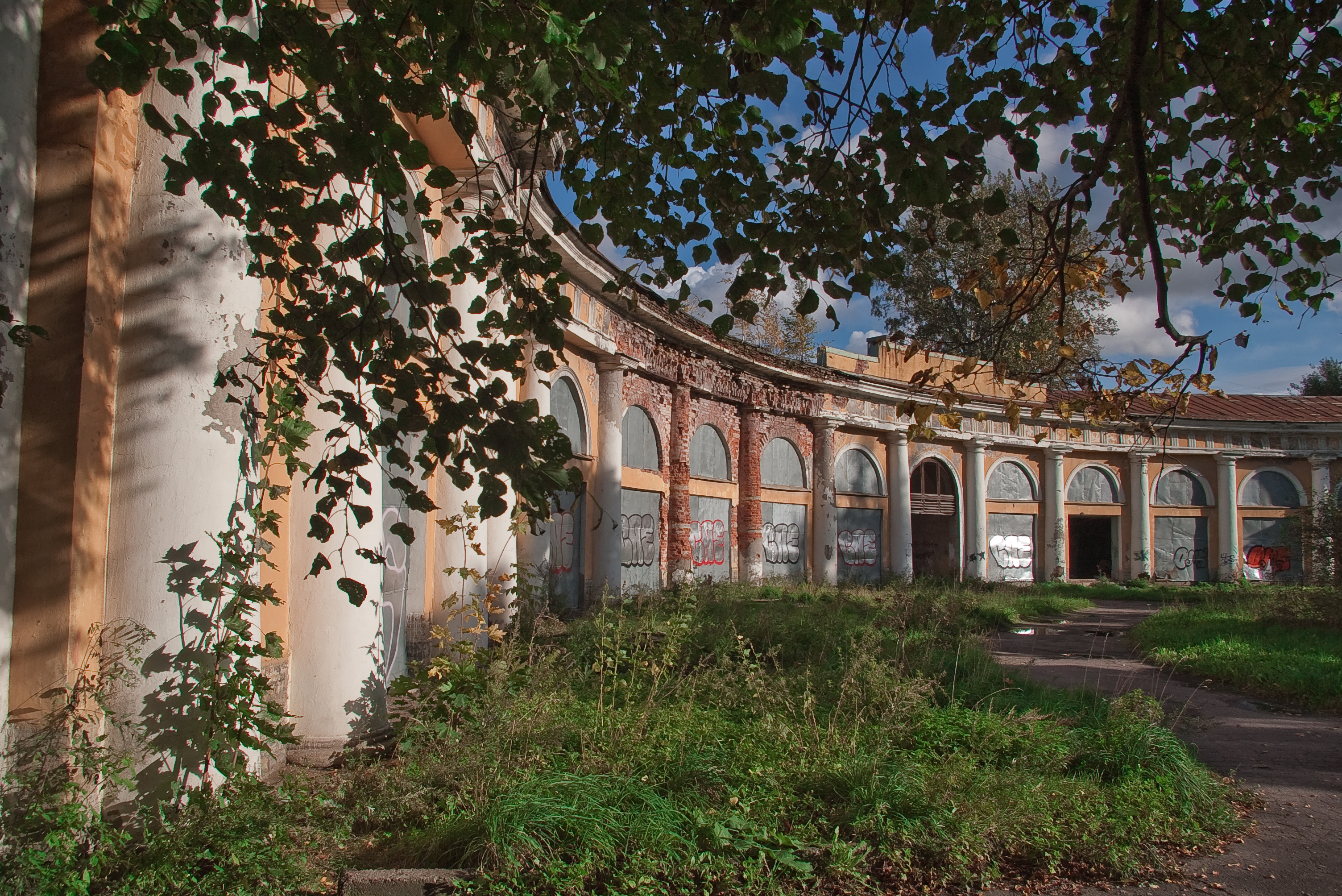
Edifici principal de l'Útkina Datxa

L'Útkina Datxa (en rus Уткина дача) és un conjunt arquitectònic del segle xviii situat a Sant Petersburg, prop de la confluència dels rius Okkervil i Okhta. La datxa s'inclou en el registre de patrimoni cultural de Rússia amb el número 7810250000. Durant els últims anys va ser abandonat.
Abans de la fundació de Sant Petersburg, aquests terrenys prop de la fortalesa de Nyenschantz van ser propietat del coronel suec Okkervil. Més tard, va esdevenir-ne propietari el cap de la Cancelleria Secreta, el general Andrei Uixakov. A mitjan segle xviii aquesta terra va ser concedida a Agafókleia Poltoràtskaia i el seu marit Mark Poltoratski com a premi per la seva participació en produccions operístiques.
La finca d'Okkervil l'administrava la seva filla Agafókleia Súkhareva, que també en posseïa els terrenys veïns, aigües amunt del riu Okhta. Una de les seves filles, Ielizaveta, es va convertir en l'esposa d'Aleksei Olenin. Aleksandr Puixkin es va enamorar de la seva altra filla, Anna Olènina, neta de Poltoratski. Puixkin va demanar la seva mà durant l'estiu de 1828, però va ser rebutjat.
S'especula que el dissenyador de la casa va ser el famós arquitecte Nikolai Lvov. Als anys 1820-1830 es va construir un edifici de serveis annex.
Després de la revolució russa de 1917, la propietat va passar al Comissariat de Salut, i albergava les oficines de Màlaia Okhta de l'hospital psiquiàtric segon. Al final de 1930, alguns dels edificis van ser reconvertits com a apartaments residencials, mentre que altres locals eren utilitzats per diverses institucions.